# Văn học dịch
Văn học dịch là một trong những bộ phận hợp thành của mỗi nền văn học dân tộc, bao gồm các bản dịch (ra tiếng dân tộc mình) những tác phẩm văn học của các nền văn học dân toc khác trên thế giới.
Để tái tạo bằng ngôn ngữ dân tộc mình những sáng tạo ngôn từ của ngôn ngữ dân tộc khác, người dịch vừa phải dựa vào các đặc điểm và mức phát triển đương thời của ngôn ngữ dân tộc mình, vừa phải can dự vào việc tạo ra thêm (hoặc tăng cường sử dụng) những cấu trúc hoặc sắc thái ngôn ngữ còn ít phổ biến trong ngôn ngữ văn học dân tộc mình.
Do vậy, văn học dịch ở mọi thời điểm đều vừa bộc lộ những đặc điểm và trạng thái của ngôn ngữ văn học dân tộc đương thời, vừa tham dự vào tiến trình phát triển của ngôn ngữ văn học dân tộc.
Sự phát triển văn học dịch ở mỗi nền văn học dân tộc không chỉ đáp ứng nhu cầu tiếp nhận văn học và văn hóa thế giới của công chúng, mà còn tác động ở mức nhất định đến sự phát triển của sáng tác văn học nguyên bản bằng ngôn ngữ dân tộc mình.